# 晋东南1940年战役
晋东南1940年战役，中国亦称晋东南1940年反“扫荡”，是中国抗日战争中中日双方发生的战役。